# 思茅地区
思茅地区，中国旧地区名。1970年由思茅专区改置。在云南省西南部。
下辖普洱、景东、景谷、镇沅、墨江五县和江城哈尼族彝族、澜沧拉祜族、孟连傣族拉祜族佤族、西盟佤族四自治县。行政公署驻普洱县。1979年墨江县改设墨江哈尼族自治县。1981年恢复思茅县。1985年普洱县改设普洱哈尼族彝族自治县，景东县改设景东彝族自治县，景谷县改设景谷傣族彝族自治县。1990年镇沅县改设镇沅彝族哈尼族拉祜族自治县。1993年思茅县改设思茅市。2003年撤地改市，改设思茅市，县级思茅市改为翠云区。